# Balletan
Le Balletan est un cours d'eau du Loir-et-Cher et un affluent droit du Beuvron qu'il rejoint à Montrieux-en-Sologne.

## Géographie
De 15,5 km de longueur, le Balletan prend source sur la commune de Villeny, à 131 m d'altitude, entre les lieux-dits Mont Collier Château et les Guillaumières.
Le Balletan coule globalement du nord-est vers le sud-ouest.
Il conflue sur la commune de Montrieux-en-Sologne, à 87 m d'altitude en rive droite du Beuvron.

### Communes traversées
Dans le seul département de Loir-et-Cher, le Balletan traverse les trois seules communes de l'amont vers l'aval, de Villeny (source), La Marolle-en-Sologne et Montrieux-en-Sologne (confluence).
Soit en termes de cantons, le Balletan prend source et conflue dans le même canton de Neung-sur-Beuvron, dans l'arrondissement de Romorantin-Lanthenay.

## Affluents
Le Balletan a trois affluents référencés :
- le ruisseau la Boiselle (rg), 4,4 km, sur les deux communes de Montrieux-en-Sologne et la Marolle-en-Sologne avec un affluent :
  -  ? 2,3 km sur les deux mêmes communes de Montrieux-en-Sologne et la Marolle-en-Sologne.
- ? 1,3 km sur la seule commune de Montrieux-en-Sologne
- ? 1,1 km sur la seule commune de Montrieux-en-Sologne.

Son rang de Strahler est donc de trois.